# L'ultimo demone e altri racconti
L'ultimo demone e altri racconti è un'antologia di racconti di Isaac Bashevis Singer, pubblicata da Garzanti nel 1997, alla quale non corrisponde relativa raccolta in inglese. In originale i racconti erano apparsi in lingua yiddish, per lo più sul "Forverts" (Jewish Daily Forward). Alla scelta precede un'introduzione di Claudio Magris.

## Titoli della raccolta
1. Storia di due bugiardi (A Tale of Two Liars) da The Spinoza of Market Street (1961)
2. Lo Spinoza di via del Mercato (The Spinoza of Market Street) da The Spinoza of Market Street (1961)
3. L'ombra di una culla (The Shadow of a Crib) da The Spinoza of Market Street (1961)
4. Un consiglio (A Piece of Advice) da The Spinoza of Market Street (1961)
5. Caricatura (Caricature) da The Spinoza of Market Street (1961)
6. La distruzione di Kreshev (The Destruction of Kreshev) da The Spinoza of Market Street (1961)
7. Il non veduto (The Unseen) da Gimpel the Fool (1957)
8. Gimpel l'idiota (Gimpel the Fool) da Gimpel the Fool (1957)
9. Lo specchio (The Mirror) da Gimpel the Fool (1957)
10. Gioia (Joy) da Gimpel the Fool (1957)
11. Taibele e il suo demone (Taibele and Her Demon) da Short Friday and Other Stories (1964)
12. Sangue (Blood) da Short Friday and Other Stories (1964)
13. Solo (Alone) da Short Friday and Other Stories (1964)
14. L'ultimo demone (The Last Demon) da Short Friday and Other Stories (1964)
15. Zeidlus il papa (Zeidlus the Pope) da Short Friday and Other Stories (1964)
16. Nozze a Brownsville (A Wedding in Brownsville) da Short Friday and Other Stories (1964)
17. Non confido negli uomini (I Place My Reliance on No Man) da Short Friday and Other Stories (1964)
18. Breve venerdì (Short Friday) da Short Friday and Other Stories (1964)
19. Un amico di Kafka (A Friend of Kafka) da A Friend of Kafka (1970)
20. Il figlio (The Son) da A Friend of Kafka (1970)
21. La seduta (The Séance) da The Séance and Other Stories (1968)
22. Il cabbalista della East Broadway (The Cabalist of East Broadway) da A Crown of Feathers and Other Stories (1973)
23. La morte di Matusalemme (The Death of Methuselah) da The Death of Methuselah and Other Stories (1988)

## Edizione
- Isaac Bashevis Singer, L'ultimo demone e altri racconti, introduzione di Claudio Magris, Milano, Garzanti, 1997, ISBN 978-88-11-60104-3.